# Epipemphigus niisimae
Epipemphigus niisimae är en insektsart. Epipemphigus niisimae ingår i släktet Epipemphigus och familjen långrörsbladlöss. Inga underarter finns listade i Catalogue of Life.